# امیلیو لوپس (بازیکن بسکتبال)
امیلیو لوپس (اسپانیایی: Emilio López‎؛ زادهٔ ۲۳ اوت ۱۹۲۳) بازیکن بسکتبال اهل مکزیک بود. وی در بازی‌های المپیک تابستانی ۱۹۴۸ و ۱۹۵۲ شرکت کرده‌است.